# 캘러워트쥐
캘러워트쥐(Mus callewaerti)는 쥐과 생쥐속에 속하는 설치류의 일종이다. 앙골라와 콩고민주공화국에서 발견된다. 자연 서식지는 건조 사바나 지역이다.

## 특징
작은 설치류로 몸통 길이는 82~89mm이고 꼬리 길이는 45~60mm이다. 발 길이는 14~15.5mm, 귀 길이는 11~12mm이다. 털은 거칠다. 등쪽은 짙은 갈색이고 엉덩이는 좀더 누르스름하다. 배쪽은 희다.

## 생태
땅 위에서 주로 생활하는 육상성 동물이다.

## 분포 및 서식지
앙골라 북동부와 중부 지역, 콩고 민주 공화국 남부와 서부에 널리 분포한다. 해발 900m와 1,400m 사이의 사바나 지대와 숲에서 서식하는 것으로 추정된다.